# Jean-Baptiste Charcot
Jean-Baptiste Charcot (Neuilly-sur-Seine, 15 de julho de 1867 – 16 de setembro de 1936) foi um cientista francês, médico e cientista polar. Seu pai foi o neurologista Jean-Martin Charcot (1825–1893).

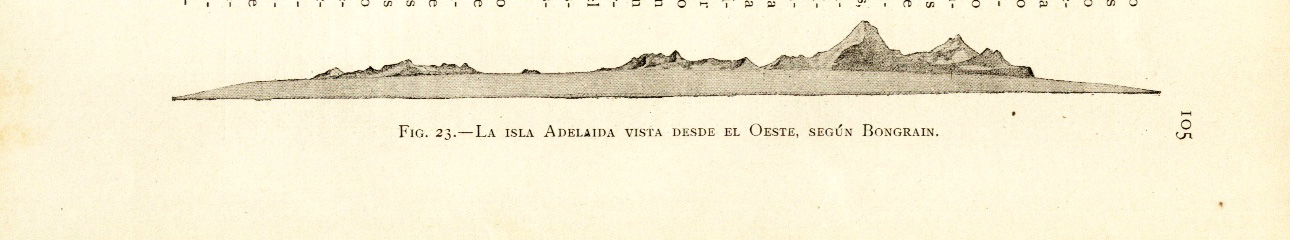
A Ilha de Adelaide vista do oeste. Jean Charcot. "El "Pourquoi-Pas?" en el Antártico". Madrid 1921.

Jean-Baptiste Charcot foi nomeado líder da Expedição Antártica Francesa com o navio Français explorando a costa oeste da Terra de Graham de 1904 até 1907. A expedição alcançou a ilha Adelaide em 1905 e tirou fotos do Arquipélago Palmer e da Costa Loubet. De 1908 a 1910, uma outra expedição seguiu o navio Pourquoi-Pas?, explorando o Mar de Bellingshausen e o Mar de Amundsen e descobrindo a Terra de Loubet, a Baía Marguerite e a Ilha Charcot, que recebeu o nome de seu pai, Jean-Martin Charcot.
Mais tarde, Jean-Baptiste Charcot explorou Rockall em 1921, e a Groenlândia oriental e Svalbard, de 1925 a 1936. Morreu quando o Pourquoi-Pas? foi destroçado em uma tempestade ao largo da costa da Islândia em 1936. Um monumento em homenagem a Charcot foi criado em Reykjavík, Islândia pelo escultor Ríkarður Jónsson, em 1952.
Charcot participou de inúmeras competições desportivas. Ele conquistou duas medalhas de prata na vela nos Jogos Olímpicos de Verão de 1900.

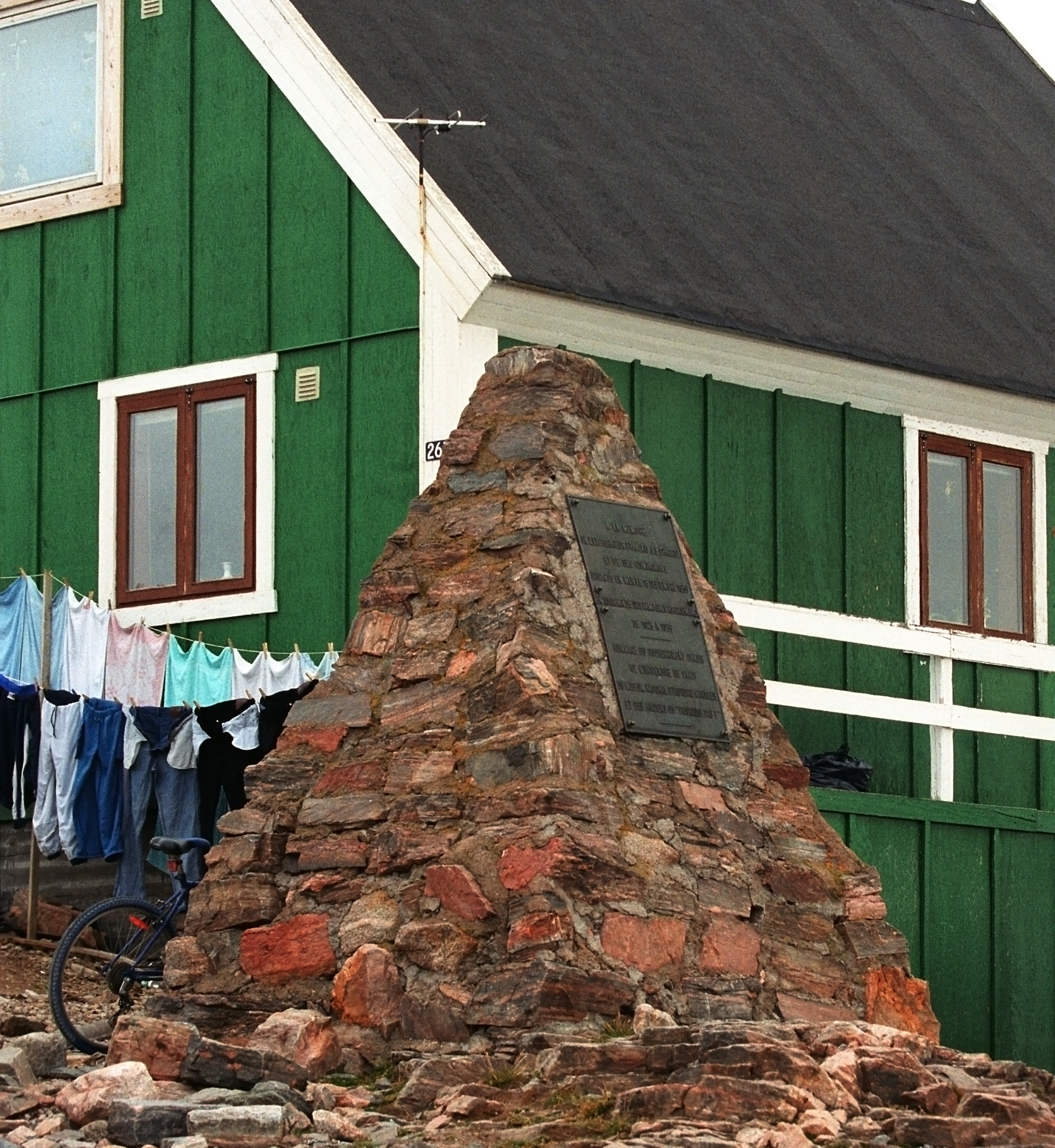
Tábua em memória de Jean-Baptiste Charcot. Ittoqqortoormiit, Groenlândia